# برایان بویتانو
برایان آنتونی بوتیانو (به انگلیسی: Brian Anthony Boitano) (متولد ۲ اکتبر ۱۹۶۳) بازیکن اسکیت نمایشی اهل سانی‌ویل، کالیفرنیا است که چندین بار قهرمانی جهان و مدال طلای المپیک در این رشته را در کارنامه خود دارد.